# Ilse Fromm-Michaels

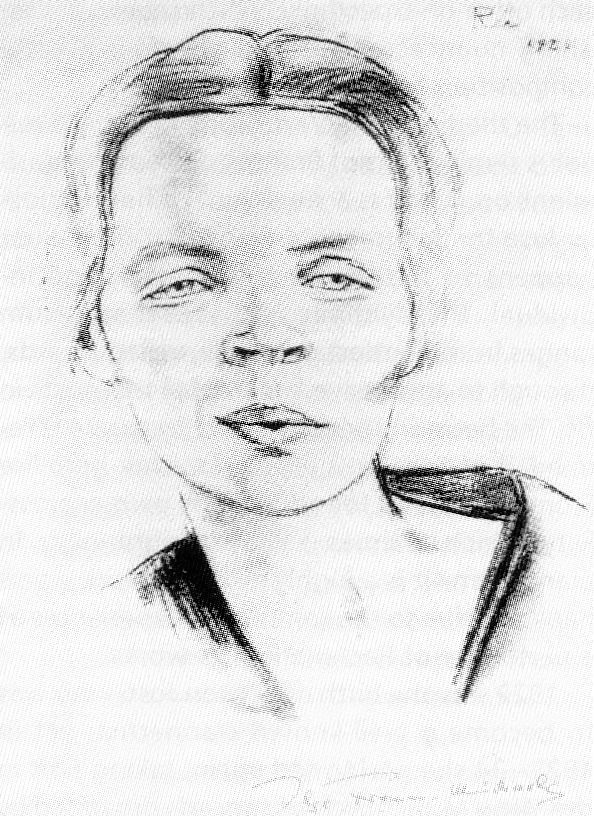
Ilse Fromm-Michaels (Anita Rée, 1925)

Ilse Fromm-Michaels (* 30. Dezember 1888 in Hamburg; † 22. Januar 1986 in Detmold) war eine deutsche Komponistin und Pianistin.

## Leben und Wirken
Fromm spielte bereits als Kind Klavier und erregte im Alter von 8 Jahren die Aufmerksamkeit mit einer von ihr komponierten „Romanze für Klavier“. Von Fachleuten als außergewöhnliches Talent frühzeitig entdeckt, begann sie mit 13 Jahren ihre Ausbildung an der Königlichen Hochschule für Musik in Berlin. Drei Jahre später wechselte sie an das Stern’sche Konservatorium in Berlin und studierte Klavier bei James Kwast und Komposition bei Hans Pfitzner.
Die hervorragende Pianistin spielte unter bekannten Dirigenten als Solistin mit Orchester. Zu diesen gehörten unter Anderen Otto Klemperer, ihr Mitstudent und Freund (1912), sowie Arthur Nikisch, Max Fiedler, Fritz Steinbach, Wilhelm Furtwängler, Hermann Abendroth, Carl Schuricht, Eugen Jochum.
Auf den Programmen ihrer Solo-Klavierabende vor und nach dem Ersten Weltkrieg standen Werke von Max Reger, Hans Pfitzner, Paul Hindemith, Ferruccio Busoni, Philipp Jarnach, Igor Stravinsky, Arnold Schönberg, Darius Milhaud, Béla Bartók, Zoltán Kodály, Anton Webern, Alban Berg, „um nur die zu nennen, deren Namen geblieben sind“ (Eva Weissweiler).
1915 heiratete sie den Juristen Walter Michaels.
1923/1924 konzertierte sie regelmäßig bei dem Veranstaltungszyklus Neue Musik in Hamburg, der von dem Musikwissenschaftler und -kritiker Hans Heinz Stuckenschmidt und dem Arnold-Schönberg-Schüler Josef Rufer initiiert wurde. Bei einem dieser Konzerte spielte sie unter der Leitung von Arnold Schönberg den Klavierpart von dessen Komposition Pierrot Lunaire.
„Die Tätigkeit Ilse Fromm-Michaels nahm einen großartigen Aufschwung, als die Schatten des Dritten Reichs auf ihr Leben fielen.“ 1934 wurde ihre Marien-Passion op. 18 zwar noch im Reichssender Hamburg aufgeführt, doch durfte sie kurz darauf als Frau eines Mannes jüdischer Herkunft weder auftreten noch durften ihre Werke aufgeführt werden. In dieser Zeit entstanden ihre Sinfonie in c-Moll (op. 19, 1938) und Musica larga für Klarinette und Streicher (1944). Walter Michaels, der die Zeit des Nationalsozialismus schwer traumatisiert nur knapp überlebt hatte, starb kurz nach Kriegsende. Fromm-Michaels wurde noch 1945 an die Hamburger Musikhochschule berufen. 1946 wurde ihre Sinfonie von Hans Schmidt-Isserstedt mit dem Orchester des NWDR uraufgeführt und fand große Anerkennung bei der Kritik.

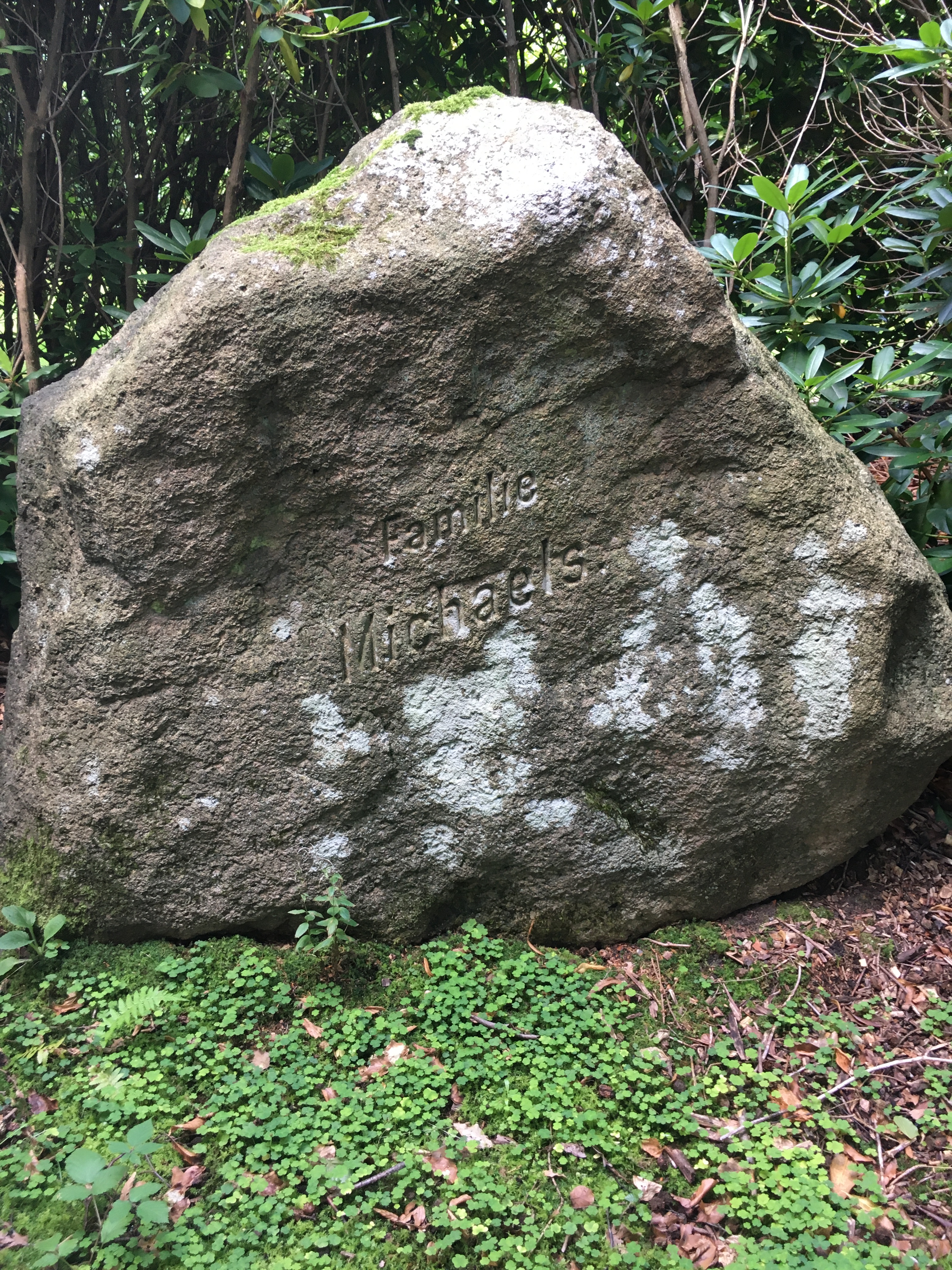
Grabstätte auf dem Friedhof Ohlsdorf

In ihren frühen Kompositionen lässt sich „eine Entwicklung von spätromantischen Klavierminiaturen zu größeren Klavierwerken mit expressiverer, freier Tonalität und chromatischer Atonalität“ ablesen. „Den Einfluss ihres Lehrers Pfitzner bezeichnete die Komponistin als eher gering und ging so weit, sich als kompositorische Autodidaktin zu bezeichnen.“ Galt ab 1920 ihr kompositorisches Interesse vornehmlich der Kammermusik und dem Lied, wagte sie sich in den 30er Jahren auch an Werke mit Orchester, „wobei ihr Kompositionsstil infolge der schwierigen Lebenssituation einer 'inneren Emigration' immer ernster wurde“ und schließlich in völliges Verstummen mündete. Dies lag ihrer eigenen Aussage nach daran,  „dass sie sich außer Stande sah, nach den tragischen Erlebnissen während des 'Dritten Reichs' zur Tagesordnung überzugehen und die neue Zeit nach dem Umbruch kreativ in eine neue Tonsprache umzusetzen.“ Ab 1949 war Fromm-Michaels ausschließlich als Professorin und Musikpädagogin in Hamburg tätig. 1951 wurde sie in die Freie Akademie der Künste in Hamburg aufgenommen und 1956 mit der Plakette der Freien Akademie der Künste in Hamburg sowie 1963 mit der Johannes-Brahms-Medaille der Stadt Hamburg ausgezeichnet. Sie starb im Alter von 97 Jahren in einem Seniorenheim in Detmold.
Ihr Sohn war der Klarinettist Jost Michaels.
Ilse Fromm-Michaels wurde auf dem Ohlsdorfer Friedhof in Hamburg im  Planquadrat O 18 im Bereich der Ringstraße/Cordesallee beigesetzt.

## Werke (Auswahl)
- op. 4: 4 Puppen für Klavier
- op. 5: 8 Skizzen für Klavier (1908)
- op. 6: Klaviersonate (1917)
- op. 7: Walzerreigen für Klavier (1917)
- op. 8: Variationen über ein eigenes Thema fis-Moll für Klavier (1918/19)
- op. 9a: 5 Wunderhornlieder
- op. 9b: 4 winzige Wunderhornlieder
- op. 10: Stimmungen eines Fauns für Klavier
- op. 11: 3 Kanons für 3 Frauenstimmen
- op. 12: Eulenspiegelei und eine eingerahmte Fuge für Klavier
- op. 15: Suite c-Moll für Cello solo (1931)
- op. 16: Passacaglia für Klavier (1932)
- op. 18: Marien-Passion für Chor, Kammerorchester und Orgel (1932/33)
- op. 19: Symphonie c-moll für großes Orchester (ursprünglich als Streichquartett konzipiert) (1938)
- Musica larga für Klarinette und Streichquartett (1944)
- 3 Rainer-Maria-Rilke-Gesänge für Bariton und Klavier (1948/49)
- 2 parodistische Lieder
- 20 Kadenzen zu Klavierkonzerten von Wolfgang Amadeus Mozart

Quelle: